# Falsomalthinus satoi
Falsomalthinus satoi là một loài bọ cánh cứng trong họ Cantharidae. Loài này được Brancucci miêu tả khoa học năm 2003.